# Saison 1957-1958 de la LAH
Saison précédente Saison suivante
La saison 1957-1958 de la Ligue américaine de hockey est la 22e saison de la ligue au cours de laquelle six équipes jouent chacune 70 matchs.
Les Bears de Hershey, après avoir remporté la saison régulière, gagnent leur deuxième coupe Calder.

## Saison régulière

### Classement
| Clt   | Équipe                 | PJ | V  | D  | N | BP  | BC  | Pts |
| ----- | ---------------------- | -- | -- | -- | - | --- | --- | --- |
| +001, | Bears de Hershey       | 70 | 39 | 24 | 7 | 241 | 198 | 85  |
| +002, | Barons de Cleveland    | 70 | 39 | 28 | 3 | 232 | 163 | 81  |
| +003, | Reds de Providence     | 70 | 33 | 32 | 5 | 237 | 220 | 71  |
| +004, | Indians de Springfield | 70 | 29 | 33 | 8 | 231 | 246 | 66  |
| +005, | Americans de Rochester | 70 | 29 | 35 | 6 | 205 | 242 | 64  |
| +006, | Bisons de Buffalo      | 70 | 25 | 42 | 3 | 224 | 301 | 53  |

- En gras : qualifiés pour les séries

### Meilleurs pointeurs
| Joueur           | Équipe                 | PJ | B  | A  | Pts | Pun |
| ---------------- | ---------------------- | -- | -- | -- | --- | --- |
| Willie Marshall  | Bears de Hershey       | 68 | 40 | 64 | 104 | 56  |
| Dunc Fisher      | Bears de Hershey       | 70 | 41 | 47 | 88  | 56  |
| Jimmy Moore      | Barons de Cleveland    | 70 | 25 | 58 | 83  | 44  |
| Cal Gardner      | Indians de Springfield | 69 | 24 | 57 | 81  | 49  |
| Gerry Ehman      | Indians de Springfield | 68 | 40 | 39 | 79  | 32  |
| Larry Wilson     | Bisons de Buffalo      | 70 | 26 | 53 | 79  | 48  |
| Bill Sweeney     | Reds de Providence     | 70 | 31 | 46 | 77  | 24  |
| Bruce Carmichael | Reds de Providence     | 70 | 22 | 55 | 77  | 26  |
| Fredrick Glover  | Barons de Cleveland    | 64 | 28 | 48 | 76  | 147 |
| Floyd Smith      | Indians de Springfield | 70 | 25 | 50 | 75  | 60  |

## Match des étoiles
Le cinquième Match des étoiles se joue le 6 octobre 1957 à Rochester. Les champions en titre, les Barons de Cleveland, sont battus 5-2 par l'équipe d'étoiles de la ligue.

## Séries éliminatoires
Toutes les séries se jouent au meilleur des 7 matchs.
- Le premier de la saison régulière rencontre le troisième.
- Le deuxième rencontre le quatrième.
- Les vainqueurs s'affrontent en finale pour le gain de la coupe Calder[3].

### Tableau
|  | Premier tour | Premier tour |         |   | Finale | Finale |
|  | Premier tour | Premier tour |         |   | Finale | Finale |
|  |              |              |         |   |        |        |
|  |              |              |         |   |        |        |
|  |              |              |         |   |        |        |
|  | Hershey      | 4            |         |   |        |        |
|  | Hershey      | 4            |         |   |        |        |
|  | Providence   | 1            |         |   |        |        |
|  | Providence   | 1            | Hershey | 4 |        |        |
|  |              |              | Hershey | 4 |        |        |
|  |              | Springfield  | 2       |   |        |        |
|  | Cleveland    | Springfield  | 2       | 3 |        |        |
|  | Cleveland    |              |         | 3 |        |        |
|  | Springfield  | 4            |         |   |        |        |
|  | Springfield  | 4            |         |   |        |        |

## Trophées

### Trophées collectifs
| Coupe Calder : Vainqueurs des séries                        | Bears de Hershey |
| Trophée F.-G.-« Teddy »-Oke : Champions de saison régulière | Bears de Hershey |

### Trophées individuels
| Trophée Les-Cunningham : Meilleur joueur de la saison                                 | Johnny Bower (Barons de Cleveland) |
| Trophée John-B.-Sollenberger : Meilleur pointeur                                      | Willie Marshall (Bears de Hershey) |
| Trophée Dudley-« Red »-Garrett : Meilleure recrue                                     | Bill Sweeney (Reds de Providence)  |
| Trophée Harry-« Hap »-Holmes : Gardien ayant la plus petite moyenne de buts encaissés | Johnny Bower (Barons de Cleveland) |